# Aktion Grüne Kreuze

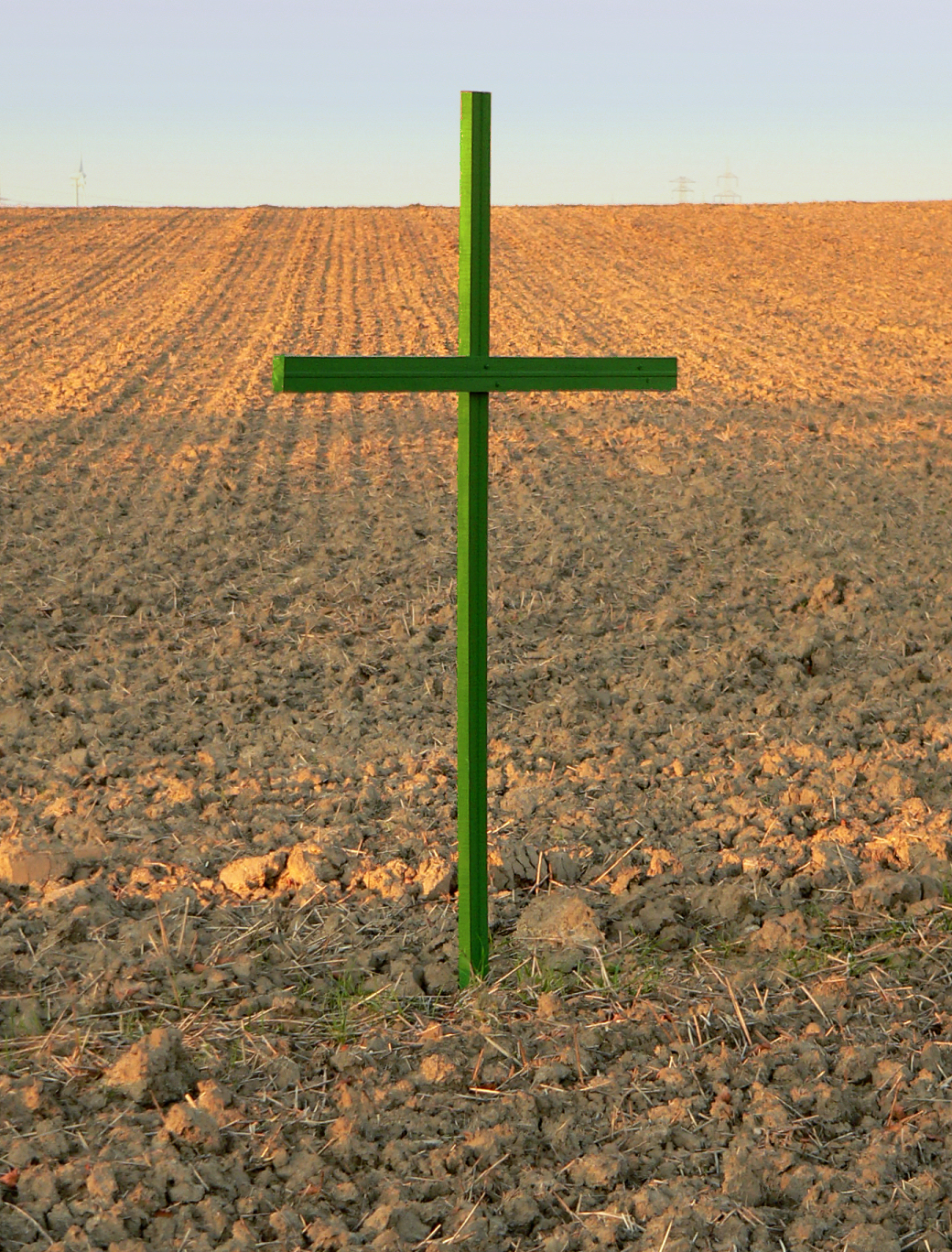
Grünes Holzkreuz auf einem Acker, 2019

Die Aktion Grüne Kreuze ist eine Protestaktion deutscher Landwirte, die von dem Landwirt und Manager Willi Kremer-Schillings aus Rommerskirchen im Jahr 2019 ins Leben gerufen wurde.

## Hintergrund
Landwirte rufen ihre Kollegen dazu auf, auf eigenen landwirtschaftlichen Flächen an Weg- und Straßenrändern grün angestrichene Kreuze aus Holz aufzustellen. Auf diese Weise können Äcker und Felder als Werbefläche für die Interessen der Landwirte und zu stillem Protest genutzt werden. Im Oktober 2019 wurde die Anzahl der aufgestellten grünen Kreuze deutschlandweit auf 10.000 geschätzt. Mit der Aufstellung der grünen Kreuze protestieren Landwirte gegen neue Regulierungen aus Politik und Verwaltung und für mehr Respekt der Gesellschaft für ihre Arbeit. Die Kreuze sollen ein Mahnzeichen gegenüber Politik und Gesellschaft darstellen und Verbraucher zum Nachdenken anregen. Hintergrund ist das sogenannte Agrarpaket von Bundeslandwirtschaftsministerin Julia Klöckner (CDU) und Bundesumweltministerin Svenja Schulze (SPD) vom September 2019, wodurch der Protest mediale Aufmerksamkeit erlangte. Die Diskussion ist auch entfacht durch das Volksbegehren „Artenvielfalt & Naturschönheit in Bayern“ und das Volksbegehren Artenschutz – „Rettet die Bienen“ in Baden-Württemberg.
Die Landwirte kritisieren das Agrarumweltpaket von 2019, wonach die bisherigen Direktzahlungen an die Landwirte umgeschichtet werden sollen, was für viele Betroffene finanzielle Einbußen nach sich zieht. Des Weiteren soll der Einsatz glyphosathaltiger Pflanzenschutzmittel immer weiter reduziert und bis 2024 komplett verboten werden. Auch eine Beschränkung des Düngemitteleinsatzes ist vorgesehen.

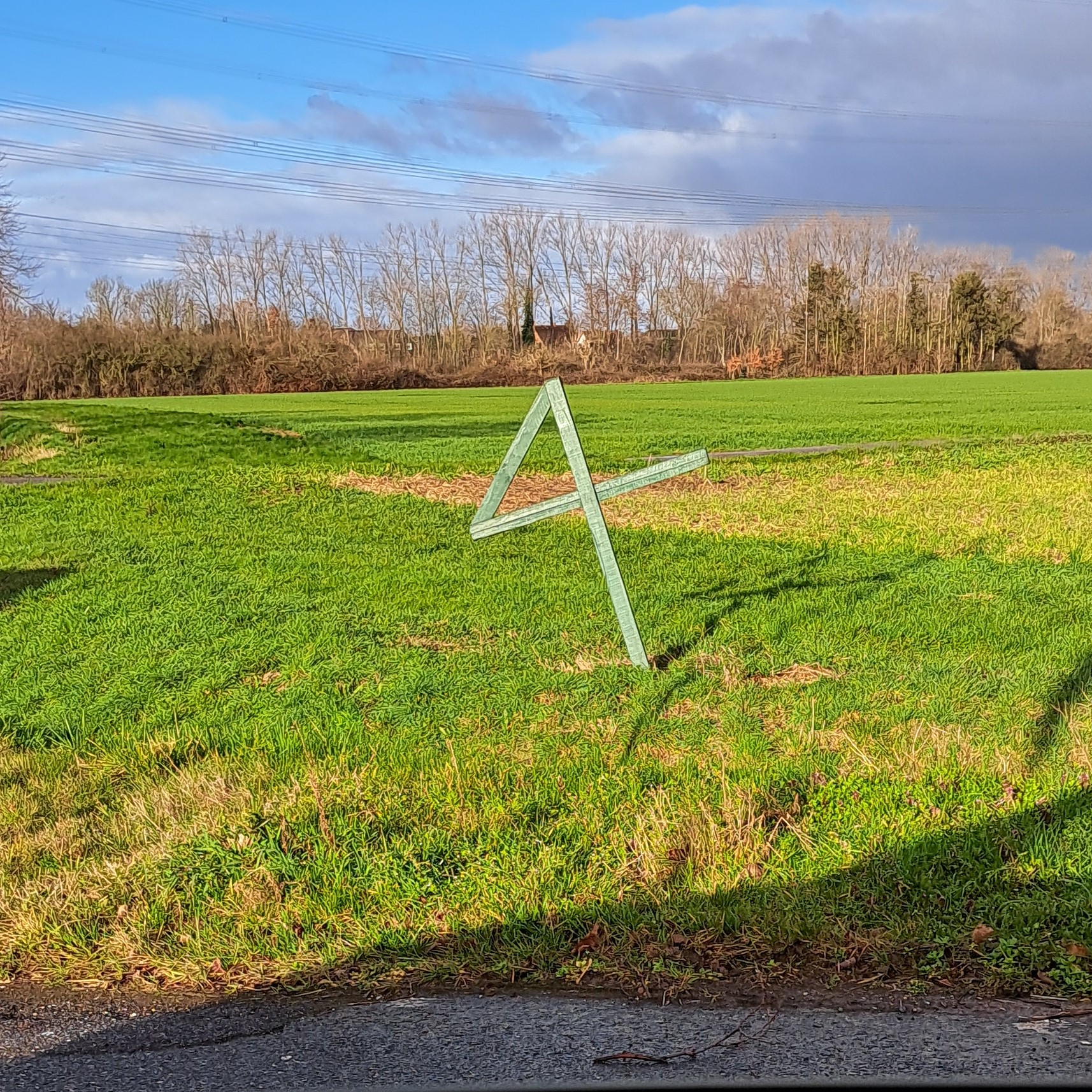
Grüne vier als Protest gegen die Flächenstilllegung

Im Jahr 2022 wurde die Idee geboren, aus dem grünen Kreuzen eine grüne „4“ zu gestalten. Man plant seitens der EU-Kommission 4 % Flächenstilllegung aus Umweltschutzgründen. Das widerspräche dem Ziel, den Hunger in der Welt zurückzudrängen.

## Historie
- 7. September 2019: Erster Blog-Eintrag des Landwirts und Managers Willi Kremer-Schillings als Ideengründung[6]
- 12. September 2019: Einige Verbände des Deutschen Bauernverbands, wie der Bayerische Bauernverband unterstützen die Aktion. Der Bauernverband Schleswig-Holstein stellte die „Grünen Kreuze“ in zwei Facebook-Posts vor, teilte aber auch mit: „Wir werden die Aktion nicht weitergehend bewerben und hätten zudem eine andere Symbolik gewählt“.[7]
- Ende September 2019 nimmt die baden-württembergische Petition Rettet die Bienen Fahrt auf. Die baden-württembergische Landwirte nutzen die Idee der Grünen Kreuze für sich.[8]
- 15. Oktober 2019: Die Landesregierung Baden-Württembergs, die Vertreter der Landesbauernverbände und die Petitionsführer der Petion Rettet die Bienen einigen sich auf einen Kompromiss.[9]

## Kritik
Der Landwirtschaftsmeister und Bundestagsabgeordnete der Grünen Friedrich Ostendorff meinte: „Die Landwirte könnten sich mit der Aktion auch einen Bärendienst erweisen … Die Gesellschaft erwarte, dass die Landwirtschaft Lösungen für den Gewässerschutz, für den Artenschutz und den Tierschutz erbringe und nicht dringend notwendige Lösungen blockiere.“
Auch aus der Landwirtschaft selbst kam Kritik: Der stellvertretende Landesvorsitzende der Arbeitsgemeinschaft bäuerliche Landwirtschaft (AbL) in Bayern, Hans Zacherl, sagte: „Das Kreuz steht als christliches Symbol für den Glauben und die Erlösung. Wir finden es problematisch, wenn man damit auf sich aufmerksam macht“.